# کریستال کروزس
کریستال کروزس (انگلیسی: Crystal Cruises) شرکت گردشگری آمریکایی است، که در سال ۱۹۸۸ تأسیس شد.